# Genetta felina
Genetta felina (лат.) — вид хищных млекопитающих из рода генет семейства виверровых. Обитает в лесных саваннах, лугах, зарослях и засушливых участках, окаймляющих пустыни, на территории Анголы, Намибии, ЮАР и Замбии. До 2005 года рассматривался как подвид обыкновенной генеты (Genetta genetta). Выделение вида признано Американским обществом маммологов, хотя он пока не был включён в Красную книгу МСОП.

## Описание
Основной цвет густой шерсти Genetta felina — беловато-серый, более светлый, чем у обыкновенной генеты. По спине всегда идёт непрерывная чёрная линия. На хвосте есть светлые и тёмные кольца, которые беспорядочно чередуются в его начале и становятся более упорядоченными ближе к его концу (у обыкновенной генеты кольца упорядочены с самого начала хвоста). Кончик хвоста светлый и более крупный, чем у обыкновенной генеты. Передние лапы тёмные сзади, а задние — почти полностью тёмные.